# おとなの駄菓子屋
『おとなの駄菓子屋』（おとなのだがしや）は、テレビ、ラジオ、イベント、コラム、商品開発・販売などにわたって、角淳一（毎日放送出身のフリーアナウンサー）が「店主」という名義で展開するエンタテインメントプロジェクト。「子供の頃に友達と入った駄菓子屋のように、楽しいことがいっぱい並んでいる居心地のいいお店」というコンセプトで、エンタテイメント全般を「お菓子」になぞらえながら、「大通りの大店にはまだ並んでいないお菓子」や「新しいのに懐かしい味のお菓子」の紹介などにも関与している。
当ページでは、2011年10月30日から2019年3月31日までMBSラジオで毎週日曜日の21:00 - 21:55（JST）に放送された同名のラジオ番組および、2012年からMBSテレビで不定期に放送している事前収録・ロケ形式の対談番組『角淳一のおとなの駄菓子屋』（すみじゅんいちのおとなのだがしや）についても述べる。

## ラジオ版『おとなの駄菓子屋』

### 概要
1999年10月11日から2011年9月30日まで12年間にわたって『ちちんぷいぷい』（MBSテレビの情報番組、以下『ぷいぷい』と略記）で総合司会を務めてきた角淳一（毎日放送出身のフリーアナウンサー）が、『スミっコギャル』（MBSラジオ）の終了以来約10年振りにレギュラーパーソナリティを担当。角にとっては、『ぷいぷい』の総合司会を勇退後 初めてのレギュラー番組であった。
番組のタイトルには、『ぷいぷい』を離れた角自身の今後の活動テーマである『「おとなの駄菓子屋」プロジェクト』の名前をそのまま採用。角の出演番組（『MBSヤングタウン』『すみからすみまで角淳一です』など）の制作に長年関わってきた宇野幹雄（毎日放送ゼネラルプロデューサー）が、初代のプロデューサーを務めている。
当番組では、他の番組では聴けないようなトークや楽曲を「駄菓子」になぞらえながら、原則として事前に収録した内容を放送していた。放送中は基本として、「駄菓子屋の店主」という役回りの角が、「お客様（ゲスト）」と共に好きなだけフリートークを展開。トークの合間には、角やゲストにちなんだ楽曲や、松川浩子・高井美紀（毎日放送アナウンサー）の声による案内・ジングルが流れる。放送回によっては、松川・高井以外の現役アナウンサー（角の部下だった赤木誠や亀井希生など）をゲストに迎えることや、ゲストが持ち込んだ思い入れの深い楽曲のレコードやCDをそのまま放送することもあった。また、電子メール・FAX・ハガキによるメッセージを随時募集。ゲストとのトークの前後に、メッセージの一部を角が紹介している。
ゲストを迎えない場合には、「角セレクション」と称して、ワンマンDJのスタイル（または高井とのコンビ）で放送。角が思い出・趣味・関心にまつわる話を披露しながら、自身が選んだ楽曲を流す。2011年12月4日からは、リスナーからの楽曲のリクエストを織り交ぜた生放送を、随時実施している。また、角がプライベートで所有している音楽スタジオ「Very Famous Studio」において、当番組を収録することもある。
2018年4月1日放送分からは、栗城えりさ（奈良県出身の歌手）を、番組初のレギュラーアシスタントに起用した（放送上の肩書は「見習い店員」）。また、当番組を企画する段階で角が立てていた構想に沿って、番組の内容をリニューアル。角が複数のテーマを提示したうえで、そのテーマに関するエピソードとリクエスト曲をリスナーから募集していた。
角の単独パーソナリティ時代から7年半にわたって放送されてきたが、2019年3月31日放送分で終了した。

### 放送時間
毎週日曜日 21:00 - 21:55（JST）
プロ野球シーズンに前枠の『MBSベースボールパーク』でナイトゲームの中継を延長した場合には、放送時間の繰り下げ・放送枠のスライドで対応する。
2012年2・3月には、パナソニックがスポンサーとして付いた。一社提供ではあったものの、全編での提供ではなく、最初のCM枠のみでの提供であった。これが縁で、同年3月4日の放送分には、同社社員の密聡秀がゲストで出演した。
1月1日が角の戸籍上の誕生日 に当たることから、2012年から2015年までの1月1日には、曜日にかかわらず約2時間の「おとなの駄菓子屋　店主誕生日スペシャル」を生放送。毎回多彩なゲストを迎えたが、放送時間は年によって異なっていた。

### 店主（パーソナリティ）
- 角淳一
  - 茶木みやこをゲストに迎えた2012年9月23日放送分には、角が急遽休演[6]。毎日放送アナウンサー時代の角の部下であった伊東正治（同局ラジオ局プロデューサー）が、「店主代行」という肩書で、全編にわたって茶木のパートナーを務めた。

### アシスタント
- 栗城ありさ（2018年4月1日 - 2019年3月31日）
  - 栗城をレギュラーで起用するまでは、『ちちんぷいぷい』で角と共演していた高井美紀や上田悦子（いずれもMBSアナウンサー）が、アシスタントとして出演することがあった。
  - トークのテーマで映画を取り上げる場合には、『ちちんぷいぷい』の元プロデューサー（2018年7月以降は毎日放送報道局気象情報部長）・村田元が角のパートナーとして登場することが多い。

### ナレーター
- 松川浩子（オープニングのナレーションや番組内のジングル・案内）
- 高井美紀（2016年3月20日放送分からのワイドFM放送開始に対応したジングル）
- 古川圭子（スポンサーが付いていた時期に提供クレジットを読み上げ）
- 藤林温子（2018年1月頃から最終回まで）

いずれもMBSアナウンサーで、『ちちんぷいぷい』の新旧アシスタント。藤林以外の女性アナウンサーは、角の総合司会時代にアシスタントを経験していた。

## テレビ版『角淳一のおとなの駄菓子屋』
前述のラジオ版を基調に制作される不定期放送のロケ番組で、寺田有美子がナレーターを担当。番組のタイトルロゴには、『ぷいぷい』の紀行ロケ企画「前略、旅先にて」で長年にわたってレギュラーリポーターを務めてから、角と同時に『ぷいぷい』を卒業した佐川満男の書が使われている。
2013年の放送分からは、当番組を制作しなかった2015年を除いて、角より15歳年下の渡辺謙（俳優）が年に1回のペースで日本国内のロケに同行している。角が『ぷいぷい』の総合司会を務めていた2006年に、同番組の企画で対談した際に、「過去に大病を患った経験のある“プロ”の阪神タイガースファン」という縁で意気投合したことによる。ちなみに渡辺は、基本として街頭ロケバラエティ（いわゆる「街ぶらロケ」）番組への出演を固辞しているが、当番組での「街ぶらロケ」には特別に参加。新潟県の出身にもかかわらず、他の出演番組・作品ではほとんど披露しない関西弁を交えながら、角との間で実の親子のようなやり取りを展開している。
2012年
7月13日（金曜日）の24:20 - 25:20（同年7月14日未明の0:20 - 1:20）に放送。角と親交の深いさだまさしをゲストに迎えて、「五感」をテーマにゆるやかなトークを展開していた。
2012年
10月26日（金曜日）の24:20 - 25:20（同年10月27日未明の0:20 - 1:20）に、『角淳一のおとなの駄菓子屋2』というタイトルで放送。津川雅彦とともに天王寺・阿倍野（大阪市）界隈を散策しながら、思い出の映画にまつわるトークを繰り広げた。ロケ中には、角と津川がTSUTAYAの店舗からお気に入りの作品のDVDを借りたうえで鑑賞。エンディングでは、関西地方の同社店舗において、「おとなの駄菓子屋」（2人が番組内で紹介した映画のDVDレンタル）コーナーの設置（または該当するDVDの取り寄せサービス）を実施する旨の告知を入れていた。
2013年
第1回は、1月1日（火曜日）の7:15 - 8:15に、『角淳一のおとなの駄菓子屋スペシャル　渡辺謙に東京で1月1日68歳を祝ってもらうの巻』というタイトルで放送。東京スカイツリーを舞台に、ゲストの渡辺が愛用のカメラを通じて「（放送時点で）68歳の角の姿」を撮影したり、角と一緒に同ツリーの展望台へ上ったりした映像などを流した。なお当日は、同番組の放送後に、MBSラジオで前述の『おとなの駄菓子屋　店主誕生日スペシャル』を放送した。
第2回は、5月6日（月曜日）の13:55 - 14:55に、『角淳一のおとなの駄菓子屋スペシャル はじめてのUSJ』というタイトルで放送。岡林信康をゲストに招いたうえで、ユニバーサル・スタジオ・ジャパン（USJ）でロケを実施した（USJ内では浜口順子と共に行動）。
第3回は、11月23日（勤労感謝の日・土曜日）の16:00 - 17:00に、『角淳一のおとなの駄菓子屋5　秋の京都で家遊び』というタイトルで放送。京都府内のモデルハウスを舞台に、「家遊び」と称して、角とゲストの月亭方正がユニークな出張サービスを利用しながら1日を共にした模様を紹介した。なお、2014年3月6日（木曜日）の13:55 - 14:55には、この回の再放送を実施している。
2014年
第1回は、1月1日（水曜日）の7:00 - 8:30に、『角淳一のおとなの駄菓子屋　新春渡辺謙スペシャル2014』というタイトルで放送。角が渡辺からの招待を受ける格好で、廣田遥（アテネ・北京オリンピックトランポリン女子日本代表選手）を同行させながら、2日間にわたって宮城県の気仙沼市・松島・クリネックススタジアム宮城（放送当日から球場名を「楽天Koboスタジアム宮城」に変更）を訪れた模様を紹介した。同スタジアムでの収録には、地元球団・東北楽天ゴールデンイーグルスでのプレー経験を持つOBの山崎武司や、当時投手として同球団に在籍していた斎藤隆もゲストで登場。また、第3回と同じく、当日の午後にはMBSラジオで『おとなの駄菓子屋　店主誕生日スペシャル』を放送した。
第2回は、10月13日（月曜日・体育の日）の9:55 - 10:55に、『角淳一のおとなの駄菓子屋7　渡辺謙が会いたかった憂歌団スペシャル』というタイトルで放送。角・渡辺に加えて、渡辺が「学生時代からの大ファン」と公言する憂歌団の木村充揮・内田勘太郎がロケに同行しながら、憂歌団と縁の深い大阪市内のスポットを巡った。ライブハウスのロケでは、木村・内田によるライブシーンに加えて、2人の演奏をバックに渡辺が「10$の恋」（憂歌団が1976年に発表した楽曲）を歌うシーンも収録。実際に放送された。
2016年
『おとなの駄菓子屋』名義で編成しなかったものの、角と渡辺が共演する企画を、『ぷいぷい』および派生番組に組み込んで放送した。
第1回は、1月1日（金曜日）の6:30 - 8:25に編成された生放送の特別番組『新春ぷいぷいwithタイガース～“ぼん”と正月～』内で、角・渡辺・金本知憲（この年から阪神の一軍監督に就任）による鼎談（インターコンチネンタルホテル大阪で収録）の模様を放送した。
第2回は、1月13日（水曜日）の『ぷいぷい』内で、「謙を京都に連れてって」という特別企画として放送。角と渡辺が雪の京都市内を巡りながら、京都ならではの工芸品・飲食物の買物や陶芸などに臨んだ模様などを紹介した。
2017年
『角さん渡辺謙さん親子旅 おとなの駄菓子屋』というタイトルで、3年振りに独立番組として編成。「公私共に多忙を極めた渡辺を角が“のんびり2人旅”に誘う」というコンセプトで、雪の金沢市内を起点に、石川県内の観光スポット（ひがし茶屋街や和倉温泉など）を散策した模様を放送した。
MBSテレビでは、1月3日（火曜日）の14:00 - 15:00に先行放送を実施した。『しあわせの記憶』（渡辺の主演・MBSテレビの制作・TBS系列全国ネットによる毎日放送開局65周年の新春ドラマ特別企画）のPRと連動していたため、同作品が放送された1月8日（日曜日）には、石川県内の系列局・北陸放送でも当番組を13:00 - 14:00に放送。

## トークイベント『角淳一presents　おとなの駄菓子屋スペシャル』
2013年6月9日には、番組初の公開・有料イベントとして、シアターBRAVA!で『角淳一presents　おとなの駄菓子屋スペシャル 岡林信康meets西川右近』を開催した。

## 『おとなの駄菓子屋』ブランドの展開
角は、ラジオ版の『おとなの駄菓子屋』を始めるに当たって、当番組を『角淳一のおとなの駄菓子屋』・イベント・出版物などと連動させる構想を披露していた。2015年からは、『おとなの駄菓子屋』ブランドによる飲食物（いちじくジャム・マスタード・オーストリア産ワインなど）のプロデュースにも着手。ラジオ版の『おとなの駄菓子屋』で、プロデュースの経過や商品の販売場所などを紹介することもある。関西ローカルにおける『ぷいぷい』の通算放送回数が4000回に達した2016年8月には、10日（水曜日）から16日（火曜日）まで阪急百貨店うめだ本店（大阪市北区）9階で催された「番組放送"4000回記念"大感謝祭　MBSちちんぷいぷい物産展」で、「おとなの駄菓子屋」ブランド商品の販売ブースを設けた。